# 1994年の日本の女性史
1994年の日本の女性史（1994ねんのにほんのじょせいし）は、1994年（平成6年）の日本における女性に関するできごとを時系列的に挙げる。
本項目は歴史研究としての女性史ではなく、日本における女性に関するできごとをある体系に基づいて述べようとするものではない。
- 1月25日 伊達公子、全豪テニスでベスト４に  1月30日 世界ランキング７位に
- 3月8日 国際婦人デー「おんなたちの祭り」
- 3月27日 大阪府警察に女性だけの特捜隊「ライトウィンズ」が設置される。31日には神奈川県警察にも
- 4月7日 文藝春秋、『アンネの日記』完全版を出版、それまでのものは性に関する記述や母親を激しく非難した部分が削除されていた。
- 4月9日 「働く女性のための弁護団」を女性弁護士ら結成
- 4月- 「不払い労働と世界システム」国際セミナー、東京で
- 4月- 母子手帳の男性版『父子手帳』発売、10月までに2万5000部売れる。
- 4月- すべての高等学校で家庭科が男女必修に
- 5月7日 「慰安婦は公娼」「南京大虐殺はでっちあげ」等と発言の永野法相辞任
- 6月- チマチョゴリ切り裂き事件、チマチョゴリの制服を着た朝鮮学校女子生徒への暴力・いやがらせが続発
- 6月- 西武百貨店池袋店の男性用トイレ2ヶ所にベビーキープ設置、育児するパパの増加に応える。
- 7月12日 日本政府、婦人問題企画推進本部を廃止し男女共同参画推進本部の設置を決定
- 7月8日 女性宇宙飛行士向井千秋、米のスペースシャトルで宇宙へ
- 7月20日 日本航空、定期便のパイロットに女性を初めて採用、25歳の東友子
- 8月- 第1回東京レズビアン・ゲイ・パレード 開催

## この年
- 国際家族年、日本でも家族を主題に多様な企画
- 女子学生就職難、「氷河期」といわれる。
- 博報堂 生活総合研究所 調査年報「若者--まさつ回避世代」、第2次ベビーブーム世代の無性化、男女の境界曖昧を指摘
- 厚生省、「老人訪問看護ステーション利用実態報告」、寝たきり男性の介護は妻が71%、娘が9%、嫁13%、一方女性の介護は夫が15%、娘が31%、嫁38%という結果
- 文部省、 「国民性の研究第9回全国調査」、家族が一番大切42%、20年前は20%
- 総理府、 「基本的法制度に関する世論調査」、選択的夫婦別姓制度導入を望む27%、20～30歳代では40%が賛成
- 全国の中学校・高等学校で女子生徒のブルマー着用を見直す動き
足等の身体の一部が露出し過ぎるという生徒側からの反発もあり、また、ブルマーが性的好奇心の対象として認知されるようになったこと等、ブルマー着用の是非についてマスコミでも議論となった.。この年、数県でブルマーの着用廃止が決定されると、数年のうちに全国に広がった。